# Przyłuszczyzna
Przyłuszczyzna (biał. Прылуччына; ros. Прилутчина) – wieś na Białorusi, w obwodzie brzeskim, w rejonie prużańskim, w sielsowiecie Szenie.
W dwudziestoleciu międzywojennym leżała w Polsce, w województwie poleskim, w powiecie prużańskim.
W pobliżu miejscowości znajduje się przystanek kolejowy Przyłuszczyzna, położony na linii Moskwa – Mińsk – Brześć.